# Feria Municipal del Libro de Guadalajara
La Feria Municipal del Libro y La Cultura es un evento cultural llevado a cabo en la ciudad de  Guadalajara, México, es auspiciado y organizado por la Dirección de Cultura del Ayuntamiento de Guadalajara es una feria enfocada al libro y a la literatura alternativa e independiente al incorporar nuevas alternativas para la lectura, a través de editores independientes y librerías que no están afiliadas directamente a la Cámara de Comercio de esta ciudad.
Su estrategia para acercar nuevos públicos a la lectura mediante actividades alternas que se generan alrededor del libro mostrando ha hecho que las nuevas generaciones se hayan acercado a la Feria y su cartel cultural que incluye artistas visuales, exponentes musicales independientes y espectáculos artísticos internacionales le han dado un renombre importante al festival. 